# Laster und Tugend
Laster und Tugend (Originaltitel: Le Vice et la Vertu) ist ein französisch-italienisches Filmdrama des Regisseurs Roger Vadim mit Annie Girardot und Catherine Deneuve aus dem Jahr 1963. Als literarische Vorlage diente der Roman Justine (1787) von Marquis de Sade, wobei die Handlung in die Zeit des Zweiten Weltkriegs verlegt wurde.

## Handlung
Frankreich 1944: Die tugendhafte Justine will den Résistance-Kämpfer Jean heiraten. Als dieser am Tag der Hochzeit von der Gestapo festgenommen wird, sucht sie Juliette, ihre lasterhafte Schwester und Kollaborateurin der deutschen Besatzungsmacht, in einem zum Bordell umfunktionierten Hotel auf, um sie um Hilfe zu bitten. Juliette, die inzwischen die Geliebte des Generals von Bamberg geworden ist, zeigt sich jedoch nicht bereit, Justines Bitte nachzukommen. Da Jean dennoch die Flucht gelingt, glaubt Justine irrtümlich, Juliette habe ihm zusammen mit dem General dabei geholfen. Sie fühlt sich daher verpflichtet, zu ihr zu gehen und sich bei ihr zu bedanken.
Der in Ungnade gefallene General von Bamberg wird derweil von dem skrupellosen SS-Oberst Erik Schörndorf vergiftet. Juliette, die Zeugin des Mordes geworden ist, lässt sich auf einen Pakt mit Schörndorf ein und wird schließlich dessen Geliebte. Während sie Schörndorf nach Berlin folgt, wird Justine, die Schörndorf bei ihrer Schwester gesehen hat, verhaftet. Sie landet schließlich in einem Schloss in Tirol, wo sie zusammen mit anderen jungen Frauen gezwungen wird, hochrangigen Nazis sexuell zu Diensten zu stehen. Die Frauen, die sich weigern, den Schlossherren gefügig zu sein, werden zu Tode gefoltert.
Als das Dritte Reich den Krieg an allen Fronten zu verlieren droht, versucht Schörndorf vergeblich, mit den Alliierten zu verhandeln. Zusammen mit Juliette trifft er schließlich ebenfalls auf dem Schloss ein, wo er seine brutalen Neigungen auszuleben sucht. Als Juliette im Schloss ihre Schwester bei einem sadistischen Schauspiel wiederfindet, will sie ihr helfen zu entkommen. Doch Justine weigert sich. Sie will lieber das Schicksal ihrer Leidensgenossinnen teilen. Als sich amerikanische Truppen dem Schloss nähern, versuchen die Nazigrößen zu fliehen. Um sich selbst zu retten, will sich Juliette als Gefangene ausgeben. Sie wird jedoch von Schörndorf vergiftet, der wiederum von den Amerikanern erschossen wird. Justine und einigen ihrer Gefährtinnen gelingt es, sich ihren Befreiern anzuschließen.

## Hintergrund

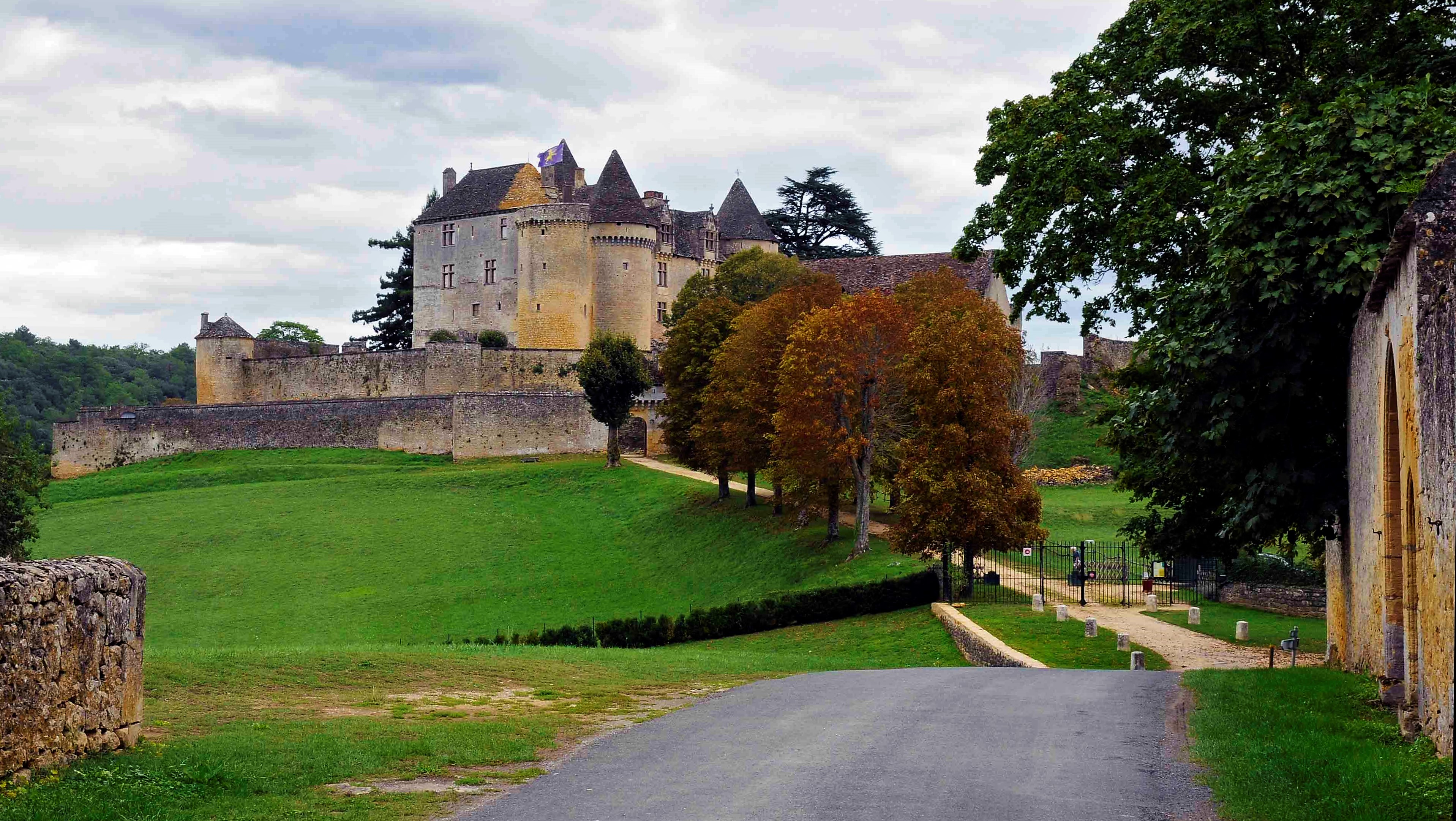
Das Schloss Fénelon, ein Drehort des Films

Regisseur Roger Vadim und Catherine Deneuve, die in Laster und Tugend ihre erste große Filmrolle hatte, waren während der Dreharbeiten ein Paar. Der gemeinsame Sohn Christian Vadim kam im selben Jahr zur Welt. Vadim, der schon Brigitte Bardot zum Star gemacht hatte, war es auch, der darauf bestand, dass sich die eigentlich brünette Deneuve für ihre Rolle die Haare blond färbte, um den unschuldigen und tugendhaften Charakter der Justine zu unterstreichen. Über den Film wurde auch der Regisseur Jacques Demy auf Deneuve aufmerksam und besetzte sie anschließend in Die Regenschirme von Cherbourg (1964).
Drehorte waren das Hôtel Lutetia in Paris, das Château de la Treyne im Département Lot und das Schloss Fénelon bei Sainte-Mondane. Laster und Tugend kam am 1. März 1963 in die französischen Kinos. In Deutschland erfolgte die Erstaufführung am 26. Dezember 1963.

## Kritiken
In der New York Times schrieb der Filmkritiker Eugene Archer seinerzeit, Roger Vadim habe „ein gewisses Talent für das Reißerische“. Der Film sei „einer seiner Fehlschläge“, doch lasse er dennoch die Hand des „wilden jungen“ Regisseurs „auf charakteristische Weise“ erkennen. Das Lexikon des internationalen Films bezeichnete Laster und Tugend als „eher hohles und pseudomoralisches, auch in politischer Hinsicht wenig ergiebiges Experiment“.